# Намагнитване
Намагнитването е свойство на някои материали, (напр. магнити), което определя степента на въздействие върху последните от приложено от външен източник магнитно поле или определя магнитното поле, което материалната среда сама създава. Намагнитването се дефинира като количество магнитен момент за единица обем. Произходът на магнитните моменти, които са причина за намагнитването, се разглежда на ниво атоми и е свързан с орбиталното движение на електроните както и с техния спин. В някои материали (напр. феромагнити) намагнитването съществува дори без прилагане на магнитно поле (спонтанно намагнитване). При други видове материали, намагнитването се индуцира само при наличие на приложено магнитно поле от външен източник. В някои материални среди магнитното поле не е хомогенно, а функция на положението в пространството. Намагнитването е вектор (има посока и големина) и се означава с буквата {\displaystyle \mathbf {M} ,[A/m]} и е с размерност ампер на метър.

## Връзки междуB,HиM
Намагнитването {\displaystyle \mathbf {M} } определя индуцираното магнитно поле добавено към приложеното от външен източник магнитно поле (магнитен интензитет на полето) {\displaystyle \mathbf {H} ,[A/m]}:
{\displaystyle \mathbf {B} =\mu _{0}\mathbf {(H+M)} }
където {\displaystyle \mathbf {B} } е магнитната индукция (плътност на магнитния поток, също наричана само магнитно поле) и {\displaystyle \mu _{0}} е магнитната константа.
Връзка между {\displaystyle \mathbf {M} } и {\displaystyle \mathbf {H} } съществува за много материали. При диамагнетиците и парамагнетиците, връзката обикновено е линейна:
{\displaystyle \mathbf {M} =\chi _{m}\mathbf {H} }
където {\displaystyle \chi _{m}\,} е магнитната възприемчивост.
При феромагнитните материали няма линейно съответствие между {\displaystyle \mathbf {M} } и {\displaystyle \mathbf {H} } поради явлението хистерезис.

## Ток на намагнитване
Намагнитването {\displaystyle \mathbf {M} } се свързва с плътност на тока {\displaystyle \mathbf {J_{m}} }, наричана ток на намагнитване или ток на взаимодействие:
{\displaystyle \mathbf {J_{m}} =\nabla \times \mathbf {M} }.
|  | Тази страница частично или изцяло представлява превод на страницата Magnetization в Уикипедия на английски. Оригиналният текст, както и този превод, са защитени от Лиценза „Криейтив Комънс – Признание – Споделяне на споделеното“, а за съдържание, създадено преди юни 2009 година – от Лиценза за свободна документация на ГНУ. Прегледайте историята на редакциите на оригиналната страница, както и на преводната страница, за да видите списъка на съавторите. ВАЖНО: Този шаблон се отнася единствено до авторските права върху съдържанието на статията. Добавянето му не отменя изискването да се посочват конкретни източници на твърденията, които да бъдат благонадеждни. |